# Peter Gade
Peter Høeg Gade, gebürtig Peter Gade Christensen, (* 14. Dezember 1976 in Aalborg, Region Nordjylland, Dänemark) ist ein ehemaliger dänischer Badmintonspieler.

## Karriere
Peter Gade gilt als einer der erfolgreichsten Badmintonspieler. In Dänemark gehört er zu den populärsten Sportlern. In den Jahren 1997 bis 2001 führte er insgesamt 146 Wochen die Weltrangliste im Herreneinzel an. Zu seinen größten Erfolgen zählen der Gewinn der All England 1999, der Finaleinzug bei den Weltmeisterschaften 2001 in Sevilla, vier Bronzemedaillen bei Weltmeisterschaften und der Gewinn von 31 großen internationalen Turnieren im Herreneinzel; darunter viermal die Korea Open, dreimal die Danish/Denmark Open, zweimal die Malaysia Open, zweimal die Japan Open und zehnmal die Copenhagen Masters. 1998 wurde er zum Weltbadmintonspieler des Jahres ernannt. Zudem errang er fünfmal den Europameistertitel. Die Dänische Meisterschaft konnte er zehnmal für sich entscheiden.
Es gelang Gade jedoch nie, Weltmeister oder Olympiasieger zu werden. Bei den Weltmeisterschaften 1999 in Kopenhagen scheiterte er im Halbfinale an Permadi Fung mit 11:15, 15:1, 14:15. 2001 in Sevilla gelang ihm der Sprung ins Finale, unterlag dort jedoch dem Indonesier Hendrawan mit 6:15, 16:17. Bei den Weltmeisterschaften 2005 in Anaheim scheiterte er im Halbfinale am Weltranglistenersten Lin Dan, der im Finale dem Indonesier Taufik Hidayat unterlag. Bei den Weltmeisterschaften 2010 in Paris und 2011 in London verlor er jeweils das Halbfinale gegen Chen Jin und Lin Dan in drei Sätzen. Insgesamt holte Gade bei Weltmeisterschaften fünf Medaillen.
Seine Teilnahmen bei den Olympischen Spielen waren ebenfalls nicht vom ganz großen Erfolg gekrönt. In Sydney 2000 scheiterte er im Halbfinale an Ji Xinpeng mit 9:15, 15:1, 9:15 und im Spiel um Bronze an Xia Xuanze mit 13:15, 5:15. In Athen 2004, Peking 2008 und London 2012 schied er jeweils im Viertelfinale aus.
Gade ist auf dem Court für seine Fairness und seinen Kampfgeist bekannt. Letzteres ließ ihn auch eine schwierige Rehabilitationsphase durchstehen, nachdem er 2001 bei den World Grand Prix Finals in Brunei eine Knieverletzung erlitten hatte. Nach zwei Operationen (2001 und 2002) und vielen Rückschlägen, sowie längeren Trainingspausen, schaffte er im März 2003 den Sprung zurück in die Top 10 der Weltrangliste.
Gade beendete seine internationale Karriere als Spieler im Oktober 2012 bei den French Open. Ein offizielles Abschiedsspiel fand am 27. Dezember 2012 bei den Copenhagen Masters gegen Lin Dan statt, das er mit 20:22, 21:16, 21:14 gewann.

## Privat
Gade war bis Februar 2012 mit der ehemaligen dänischen Handballspielerin Camilla Høeg verheiratet. Die gemeinsamen Töchter Nanna und Alma kamen 2004 und 2008 zur Welt.

## Erfolge

### Herreneinzel

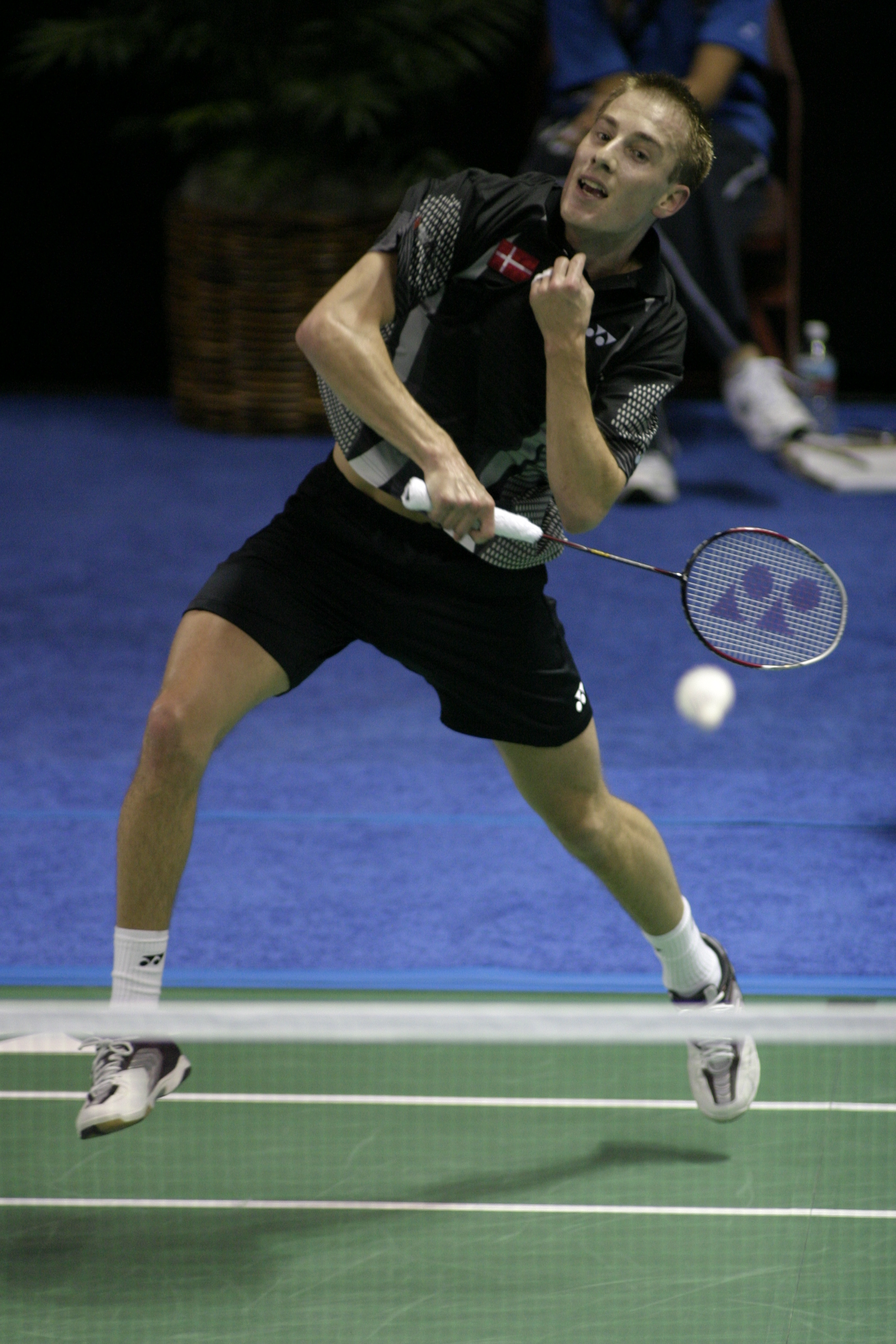
Peter Gade 2005 bei den Weltmeisterschaften in Anaheim, Kalifornien

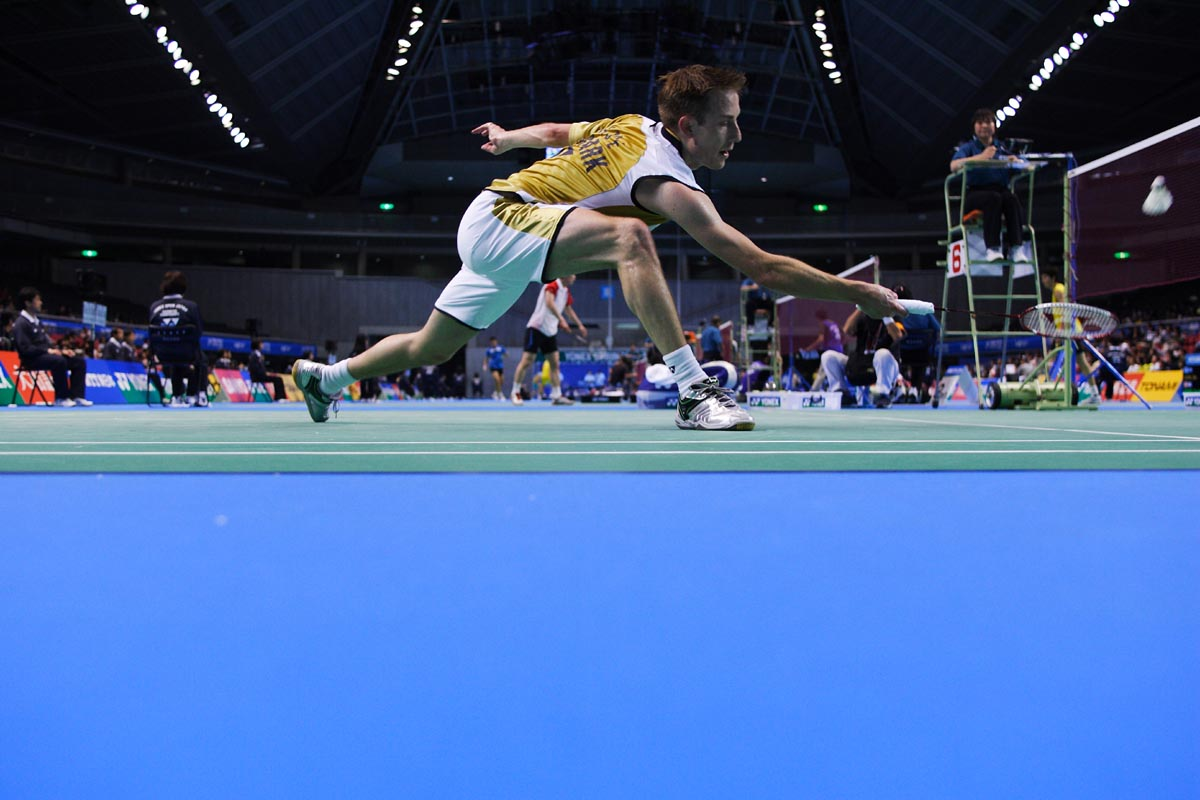
Peter Gade 2009 bei den Japan Open in Tokio

| Resultat                          | Jahr | Ort / Turnier       | Gegner                 | Ergebnis            |
| --------------------------------- | ---- | ------------------- | ---------------------- | ------------------- |
| Olympische Spiele                 |      |                     |                        |                     |
| 4.                                | 2000 | Sydney              | Xia Xuanze             | 13:15, 5:15         |
| 5./8.                             | 2004 | Athen               | Taufik Hidayat         | 12:15, 12:15        |
| 5./8.                             | 2008 | Peking              | Lin Dan                | 13:21, 16:21        |
| 5./8.                             | 2012 | London              | Chen Long              | 16:21, 13:21        |
| IBF/BWF-Weltmeisterschaften       |      |                     |                        |                     |
| Silber                            | 2001 | Sevilla             | Hendrawan              | 6:15, 16:17         |
| Bronze                            | 1999 | Kopenhagen          | Permadi Fung           | 11:15, 15:1, 14:15  |
| Bronze                            | 2005 | Anaheim             | Lin Dan                | 9:15, 15:13, 11:15  |
| Bronze                            | 2010 | Paris               | Chen Jin               | 21:19, 8:21, 11:21  |
| Bronze                            | 2011 | London              | Lin Dan                | 24:22, 7:21, 15:21  |
| 5./8.                             | 1997 | Glasgow             | Sun Jun                | 9:15, 11:15         |
| 5./8.                             | 2006 | Madrid              | Chen Hong              | 17:21, 21:15, 12:21 |
| 5./8.                             | 2007 | Kuala Lumpur        | Sony Dwi Kuncoro       | 20:22, 18:21        |
| 5./8.                             | 2009 | Hyderabad           | Lin Dan                | 20:22, 16:21        |
| 33./64.                           | 1995 | Lausanne            | Jens Olsson            | 12:15, 7:15         |
| 33./64.                           | 2003 | Birmingham          | Sony Dwi Kuncoro       | 11:15, 6:15         |
| EBU/BE-Europameisterschaften      |      |                     |                        |                     |
| Gold                              | 1998 | Sofia               | Kenneth Jonassen       | 15:8, 15:4          |
| Gold                              | 2000 | Glasgow             | Poul-Erik Høyer Larsen | 15:5, 15:11         |
| Gold                              | 2004 | Genf                | Kenneth Jonassen       | 15:9, 15:10         |
| Gold                              | 2006 | Den Bosch           | Kenneth Jonassen       | 21:19, 21:18        |
| Gold                              | 2010 | Manchester          | Jan Ø. Jørgensen       | 21:14, 21:11        |
| 5./8.                             | 2012 | Karlskrona          | Henri Hurskainen       | 19:21, 21:12, 19:21 |
| BWF Super Series Finals           |      |                     |                        |                     |
| 2.                                | 2008 | Kota Kinabalu       | Lee Chong Wei          | 8:21, 16:21         |
| 2.                                | 2010 | Taipeh              | Lee Chong Wei          | 9:21, 14:21         |
| 3./4.                             | 2009 | Johor Bahru         | Lee Chong Wei          | 17:21, 16:21        |
| 3./4.                             | 2011 | Liuzhou             | Lin Dan                | 12:21, 15:21        |
| BWF World Superseries Premier     |      |                     |                        |                     |
| 2.                                | 2011 | Indonesia Open      | Lee Chong Wei          | 11:21, 7:21         |
| BWF Super Series                  |      |                     |                        |                     |
| 1.                                | 2007 | Malaysia Open       | Bao Chunlai            | 21:15, 17:21, 21:14 |
| 1.                                | 2008 | Denmark Open        | Joachim Persson        | 21:18, 17:21, 21:14 |
| 1.                                | 2008 | French Open         | Taufik Hidayat         | 16:21, 21:17, 21:7  |
| 1.                                | 2009 | Korea Open          | Lee Chong Wei          | 21:18, 10:21, 21:17 |
| 2.                                | 2009 | Hong Kong Open      | Lee Chong Wei          | 13:21, 21:13, 16:21 |
| 2.                                | 2010 | Korea Open          | Lee Chong Wei          | 12:21, 11:21        |
| 2.                                | 2011 | India Open          | Lee Chong Wei          | 12:21, 21:12, 15:21 |
| IBF World Grand Prix Finals       |      |                     |                        |                     |
| 1.                                | 1999 | Bandar Seri Begawan | Marleve Mainaky        | 15:11, 15:3         |
| 2.                                | 1998 | Bandar Seri Begawan | Sun Jun                | 11:15, 8:15         |
| IBF World Grand Prix              |      |                     |                        |                     |
| 1.                                | 1997 | Chinese Taipei Open | Poul-Erik Høyer Larsen | 15:10, 18:15        |
| 2.                                | 1997 | Malaysia Open       | Hermawan Susanto       | 11:15, 11:15        |
| 2.                                | 1997 | US Open             | Poul-Erik Høyer Larsen | 6:15, 15:7, 2:15    |
| 1.                                | 1997 | German Open         | Poul-Erik Høyer Larsen | 12:15, 15:12, 15:12 |
| 2.                                | 1997 | Danish Open         | Dong Jiong             | 17:15, 11:15, 12:15 |
| 1.                                | 1997 | Hong Kong Open      | Thomas Stuer-Lauridsen | 7:15, 15:6, 15:4    |
| 1.                                | 1998 | Japan Open          | Luo Yigang             | 15:3, 15:11         |
| 1.                                | 1998 | Swiss Open          | Sun Jun                | 15:12, 8:15, 15:11  |
| 1.                                | 1998 | Malaysia Open       | Jeffer Rosobin         | 15:5, 15:12         |
| 2.                                | 1998 | Singapore Open      | Hendrawan              | 10:15, 8:15         |
| 1.                                | 1998 | Danish Open         | Dong Jiong             | 15:8, 17:14         |
| 1.                                | 1999 | All England         | Taufik Hidayat         | 15:11, 7:15, 15:10  |
| 1.                                | 1999 | Japan Open          | Sun Jun                | 15:3, 15:10         |
| 1.                                | 2000 | Korea Open          | Rashid Sidek           | 15:3, 15:11         |
| 1.                                | 2000 | Chinese Taipei Open | Choong Hann Wong       | 15:9, 15:5          |
| 1.                                | 2000 | Danish Open         | George Rimarcdi        | 15:11, 15:12        |
| 1.                                | 2001 | Korea Open          | Xiao Hui               | 15:7, 15:6          |
| 1.                                | 2002 | US Open             | Peter Rasmussen        | 17:14, 15:17, 15:1  |
| 2.                                | 2004 | All England         | Lin Dan                | 15:9, 5:15, 8:15    |
| 1.                                | 2005 | Korea Open          | Kenneth Jonassen       | 7:15, 15:4, 15:5    |
| 2.                                | 2005 | Swiss Open          | Muhammad Hafiz Hashim  | 14:17, 10:15        |
| 2.                                | 2006 | China Masters       | Chen Jin               | 19:21, 14:21        |
| 1.                                | 2006 | Singapore Open      | Kenneth Jonassen       | 21:10, 21:14        |
| Internationale Turniere           |      |                     |                        |                     |
| 1.                                | 1996 | Scottish Open       | Ji Xinpeng             | 15:8, 15:10         |
| 2.                                | 1998 | Copenhagen Masters  | Sun Jun                | 7:15, 12:15         |
| 1.                                | 1999 | Ipoh Masters        |                        |                     |
| 1.                                | 1999 | Copenhagen Masters  | Poul-Erik Høyer Larsen | 15:11, 15:11        |
| 1.                                | 2000 | Copenhagen Masters  | Anders Boesen          | 7:4, 7:0, 7:5       |
| 1.                                | 2001 | Copenhagen Masters  | Choong Hann Wong       | 7:5, 7:3, 8:6       |
| 1.                                | 2002 | Copenhagen Masters  | Peter Rasmussen        | 15:10, 15:5         |
| 1.                                | 2004 | Copenhagen Masters  | Kenneth Jonassen       | 15:8, 7:15, 15:7    |
| 1.                                | 2005 | Copenhagen Masters  | Bao Chunlai            | 15:13, 15:5         |
| 1.                                | 2006 | Copenhagen Masters  | Kenneth Jonassen       | 21:16, 21:19        |
| 1.                                | 2007 | Copenhagen Masters  | Kenneth Jonassen       | 21:18, 23:21        |
| 1.                                | 2008 | Copenhagen Masters  | Kenneth Jonassen       | 21:14, 21:15        |
| 1.                                | 2010 | Copenhagen Masters  | Boonsak Ponsana        | 21:11, 21:12        |
| 2.                                | 2011 | Copenhagen Masters  | Jan Ø. Jørgensen       | 21:14, 23:25, 20:22 |
| EBU-Junioreneuropameisterschaften |      |                     |                        |                     |
| Gold                              | 1995 | Nitra               | Mark Constable         |                     |

### Herrendoppel
| Resultat                          | Jahr | Ort          | Partner      | Gegner                       | Ergebnis     |
| --------------------------------- | ---- | ------------ | ------------ | ---------------------------- | ------------ |
| IBF-Juniorenweltmeisterschaften   |      |              |              |                              |              |
| Gold                              | 1994 | Kuala Lumpur | Peder Nissen | Eng Hian Andreas             | 15:10, 15:11 |
| EBU-Junioreneuropameisterschaften |      |              |              |                              |              |
| Gold                              | 1995 | Nitra        | Peder Nissen | Jonas Rasmussen Søren Hansen |              |